# Koolau le lépreux
Koolau le lépreux (titre original : Koolau the Leper) est une nouvelle américaine de Jack London publiée aux États-Unis en 1909.

## Historique
De mai à octobre 1907, Jack London, en croisière sur le Snark, fait escale à Hawaï. En juillet, il visite la léproserie de Molokai. Trois nouvelles, Le Shérif de Kona, Koolau le lépreux et Adieu, Jack ! témoignent du choc ressenti lors de cette visite.

Inspiré d'un fait divers, la nouvelle Koolau le lépreux est publiée initialement dans The Pacific Monthly, en décembre 1909, avant d'être reprise dans le recueil The House of pride and other tales of Hawaii en mars 1912.

## Résumé
Sur l'île de Kauai, Koolau, avec d'autres lépreux, s'est réfugié dans la vallée de Kalalau. Il refuse d'être emprisonné à Molokai. « J'ai vécu en homme libre et je mourrai en homme libre. Je ne me rendrai jamais.»
 Armé de son mauser, il attend les policiers et les soldats...

## Éditions

### Éditions en anglais
- Koolau the Leper, dans The Pacific Monthly, périodique, décembre 1909.
- Koolau the Leper, dans le recueil The House of pride and other tales of Hawaii, un volume chez  The Macmillan Co, New York, mars 1912.

### Traductions en français
- Koolau le lépreux, traduit par Louis Postif, in Gringoire, périodique, mars 1935.
- Koolau le lépreux, traduit par Louis Postif, revu et complété par Frédéric Klein, in Histoires des îles, recueil, Phébus, 2007.
- Koolau le lépreux, traduit par Aurélie Guillain, Gallimard, 2016[2].

## Sources
- « Bibliographie de Jack London », sur jack-london.fr (consulté le 18 février 2024)